# 菜鳥新移民
《初來報到》（英語：Fresh Off the Boat）是一部改編自黃頤銘著作《初來乍到：回憶錄》，由納娜奇卡·可汗開創的美國情境喜劇。
本劇於2015年2月4日緊跟《摩登家庭》後連播兩集開播，2015年2月10日正式回歸黃金時段檔期。本劇第一集收視創下794萬收視人口，成為2014－15電視季度中，開播收視第二好的情境喜劇。2015年5月7日，ABC宣布續訂第2季。2016年3月3日，ABC宣布續訂第3季。2017年5月12日，ABC宣布續訂第4季。2018年5月11日，ABC宣布續訂第5季。2019年5月，ABC宣布續訂第6季，亦會是本劇最終季。
台灣FOX採同期原音首播，中視與中天綜合台重播時則製作了配音版，並設有雙聲道。

## 故事簡介
講述1990年代（第一季背景設在1995年－1997年間），來自臺灣的黃頤銘一家人從華盛頓D.C.搬至佛羅里達州的奧蘭多，其父親在那裡開了一間牛排餐館。然而，他的母親開始對於華盛頓D.C.與奧蘭多的文化差異產生衝突，而他的父親則懷著美國夢，至於他與兄弟們，則試圖融入當地的學校生活……

## 人物
| 演員            | 角色                      | 登場季數 | 登場季數 | 登場季數 | 登場季數 | 登場季數 | 登場季數 |
| 演員            | 角色                      | 1        | 2        | 3        | 4        | 5        | 6        |
| --------------- | ------------------------- | -------- | -------- | -------- | -------- | -------- | -------- |
| 朴藍道          | 路易斯·黃                 | 主演     | 主演     | 主演     | 主演     | 主演     | 主演     |
| 吳恬敏          | 朱彩霞／潔西卡·黃         | 主演     | 主演     | 主演     | 主演     | 主演     | 主演     |
| 楊升德          | 黃頤銘／艾迪·黃           | 主演     | 主演     | 主演     | 主演     | 主演     | 主演     |
| 韋智林          | 黃頤瑀／艾默利·黃         | 主演     | 主演     | 主演     | 主演     | 主演     | 主演     |
| 陳琦燁          | 黃志福／艾文·黃           | 主演     | 主演     | 主演     | 主演     | 主演     | 主演     |
| 宋靜秀          | 珍妮·黃                   | 常設     | 主演     | 主演     | 主演     | 主演     | 主演     |
| 雀兒喜·克里斯普 | 哈妮·艾利斯               | 常設     | 主演     | 主演     | 主演     | 主演     | 主演     |
| 雷·懷斯         | 馬文·艾利斯(Marvin Ellis) | 常設     | 常設     | 主演     | 主演     | 主演     | 主演     |

### 主要角色
- 朴藍道（藍道尔·朴） 飾演 路易斯·黃（Louis Huang）

1955年3月23日生，黃家父親，帶著全家大小從華盛頓特區搬到奧蘭多，並開了一家名為「牛仔牧場牛排屋」（Cattleman's Ranch Steakhouse）的牛排館。為人十分和善，就算是兒子朋友也很少有長輩架子。某次因在餐廳吃壞肚子，於廁所排隊時對潔西卡一見鍾情。英文名源於剛移民美國在餐廳打工時，於朋友的說明下，得知當地小有名氣，人稱「魚老大」的黑人水族館老闆的霸氣名字。
- 吳恬敏（康絲坦絲·吴） 飾演 潔西卡·黃／朱彩霞[b]

1962年6月12日生，黃家母親，對家中財務與兒子們的教育非常嚴苛。為人「絕對」自我中心兼金錢至上，總是喜歡抱怨周遭的人事物，也總愛找奇怪的理由來逃避事實，或扭曲自身的錯誤觀念，有時甚至會夥同艾文發表自身言論。某次因在餐廳吃壞肚子，於廁所排隊時認識了路易斯，雖一直否認兩人之間的浪漫故事，但其實她內心也同樣對路易斯一見鍾情。中文本名意即「夕陽彩雲，熠熠生輝」（Colorful sunset glow），英文名取自喜愛的歐曼兄弟樂團的同名歌曲。
- 楊升德（哈德森·杨） 飾演 艾迪·黃／黃頤銘（Eddie Huang）

黃家大兒子。雖為亞裔但非常喜愛嘻哈文化，由於身處青少年階段，因此與父母在價值觀和相處上總有些衝突。其英文名取自《納尼亞傳奇》中的艾德蒙。
- 韋智林（福雷斯特·惠勒） 飾演 艾默利·黃／黃頤瑀（Emery Huang）

黃家二兒子，非常受女生歡迎。與弟弟艾文常得高分，並搏取媽媽的歡心，其英文名是潔西卡在做指甲時得來的。第2季末從小學畢業，並在第3季初升上中學，與大哥同校。
- 陳琦燁（伊恩·陈） 飾演 艾文·黃／黃志福（Evan Huang）

黃家小兒子，加入了居委會，並與主婦們成為朋友。在家中最受媽媽疼愛，與二哥艾默利皆為高材生。英文名源於其出世時，醫院內的一名護理師艾文斯（Evens）。第四季跳級進入中學，與二哥同級就學。
- 宋靜秀（露茜莉·宋） 飾演 珍妮·黃（Jenny Huang）

路易斯母親，黃家奶奶。因行動不便，而長期依靠輪椅行動。由於不善英語而總是說著中文，但她亦暗中學習英語。與潔西卡有著婆媳問題，總是冷不防地吐嘈家人。英文名是為借圖書館的書籍而取的，非常喜愛加菲貓，睡覺時會有擾人打呼聲。
- 雀兒喜·克里斯普（英语：Chelsey Crisp） 飾演 哈妮·艾利斯（Honey Ellis）

黃家鄰居，馬文妻子，潔西卡的好友，為一名雙性戀者。
- 雷·懷斯（英语：Ray Wise） 飾演 馬文·宙斯·艾利斯（Marvin Zeus Ellis）

妮可父親，黃家鄰居，是一名牙醫，結過三次婚。

### 常設角色
| - 鄭肯 飾演 黃金恩（） 路易斯弟弟，三兄弟叔叔，是名機師。對哥哥當年奪走美國夢機會的「溫泉事件」耿耿於懷。在向大家說明真相後，憤而帶母親回台舉行婚禮，後來兩人經歷磨合並和好。 - 喬治·武井 飾演 伯納德（Bernard） 教導珍妮英文的老師。 - 林書豪 飾演 阿周（Chau） 路易斯的舊識。 - 溫明娜 劇中無名 客串路易斯的舊識。 - 麥可·波頓（Michael Porton） 知名歌手，入股成為牛仔牧場牛排屋的合夥人。 - 肯·馬利歐 飾演 葛斯（Gus） 新聞節目《早安奧蘭多》主持人，美美的搭檔。 - 凱斯琳·蘿絲·柏金斯 飾演 美美（Mey-Mey） 新聞節目《早安奧蘭多》主持人，葛斯的搭檔。 - 蒂戈·諾塔羅 飾演 桃利斯（Dorris） 亞伯拉罕林肯中學（Abraham Lincoln Middle School）教師，與艾迪形同哥兒們。 - 保羅·許爾 飾演 米契（Mitch） 牛仔牧場牛排屋經理，腦袋不太靈光。不知道老闆有「很多」兒子，還寫錯艾默利的名字。 - 茱莉安·厄曼南蒂 飾演 南西（Nancy） 牛仔牧場牛排屋女服務生，和米契一樣腦袋不太靈光。 - 瑪麗亞·班佛 飾演 湯瑪士校長（Principal Thomas） 五年學制棕櫚小學（Palms Elementary School）校長。 - 李升熙 飾演 史帝夫·陳（Steve Chen） 康妮的丈夫，路易斯的连襟（大舅子），與康妮的婚姻陷入難關。 - 蘇珊·朴 飾演 康妮·陳（） 潔西卡姐姐，路易斯的大姨子。心胸狹小，常在來黃家探訪時，於眾人面前貶低妹妹，以展示自家的優勢，好藉此出頭討母親歡心。認為自幼不受母親疼愛，因此常與潔西卡爭寵，而姊妹倆相處上總是話中有「話」。英文名是直接取自浴袍上，早已繡上的名字。 - 瑞斯·李 飾演 奧斯卡·曹（Oscar Chow） 潔西卡初戀，實際上是個同性戀者，曾暗戀路易斯。 - 麥特·歐伯格 飾演 馬修·查斯納（Matthew Chestnut） 肯尼·羅傑斯的代理人，目的是協助羅傑斯和路易斯共同經營牛排屋。 - 克里斯·艾略特 飾演 亞當（Adam） 租下黃家的男子。 - 瑞秋·凱寧（Rachel Cannon） 飾演 蒂亞蕾·山德森（Deidre Sanderson） 家庭主婦，居委會成員，主婦們的領頭。为人刻薄，對哈妮有著成見。 - 馬特·貝瑟 飾演 理查·山德森（Richard Sanderson） 蒂亞蕾的丈夫。 - 索妮雅·艾迪 飾演 黛博（Deb） 女同志酒吧調酒師，總是情義相挺潔西卡。 - 雅丹·米琳 飾演 艾希莉·亞歷山大（Ashley Alexander） 房仲業者，潔西卡在未考照前與她為敵，考取證照後成為其上司。 - 露娜·布蕾絲（Luna Blaise） 飾演 妮可·艾利斯（Nicole Ellis） 馬文的女兒，曾為艾迪的暗戀對象，與艾迪維持著好友關係，實際上為一名女同性戀者。 - 諾爾·G 飾演 海特·馬丁尼茲（Hector Martinez） 牛仔牧場牛排屋的厨师。 | - 安吉拉·金賽 飾演 艾咪·查斯納（Amy Chestnut） 馬修的妻子，總是與潔西卡相互較量。 - 蔡丞恩 飾演 菲利浦·金斯坦（Phillip Goldstein） 被猶太夫婦領養的亞裔小孩。 - 史黛西·思嘉莉 飾演 凱蘿-瓊（Carol-Joan） 家庭主婦，居委會成員，蒂亞蕾的好友。 - 霍華德·赫斯曼 飾演 羅伊斯（Royce） 聖奧蘭多私立學校校長。 - 蘭斯·林（Lance Lim） 飾演 賈斯汀·陳（Justin Chen） 康妮與史提夫的兒子，艾迪等人的表哥。 - 艾瑞克·艾道史坦 飾演 傑瑞（Jerry） 水電工。 - 伊恩·戈梅茲 飾演 羅伯特（Robert） 一名想出售豪宅的客戶。 - 亞歷克斯·基哈諾（Alex Quijano） 飾演 喬治·布萊森（George Bryson） 警官，後升為下士，與黃家關係友好。 - 黛夢·懷特 飾演 潔琦（Jackie） 女同志咖啡店員，妮可的愛慕對象。 - 寇特妮·索恩·史密斯 飾演 安（Ann） 居委會成員，婚姻不睦。 - 伊莎貝拉·亞歷山大（Isabella Alexander） 飾演 艾莉森·歐爾森（Alison Olsen） 艾迪的女友，管樂社成員，拿手樂器為短笛。 - 普羅佩特·博登（Prophet Bolden） 飾演 瓦特（） 艾迪的死黨之一。起初曾排擠艾迪，後來發現兩人個性相似才成為好友。 - 艾文·韓恩曼（Evan Hannemann） 飾演 戴夫·賽爾比（Dave Selby） 綽號赤腳戴夫（Barefoot Dave），艾迪的死黨之一。幼時父親便离家出走，因此與母親相依为命。 - 崔佛·拉康（Trevor Larcom） 飾演 川特·麥斯特森（） 艾迪的死黨之一，紅髮，外型肥胖。 - 達許·威廉斯（Dash Williams） 飾演 布萊恩·普（Brian Pew） 艾迪的死黨之一，個頭較其他人矮小。 - 大衛·高德曼（David Goldman） 飾演 亨特校長（Principal Hunter） 亞伯拉罕林肯中學校長，非常注重政治正確。 - 布雷迪·塔頓（Brady Tutton） 飾演 布洛克·布朗卡（Brock Blanca） 艾迪的同學。 - 柯瑞·布雷文斯（Cory Blevins） 飾演 蓋瑞·歐爾森（Gary Olsen） 艾莉森的父親，與路易士意外成為知音。 - 尼克·戈爾（Nick Gore） 飾演 奈德（Ned） 艾迪的同學，總是孤單一人。 - 康納·羅森（Connor Rosen） 飾演 道格·史東（Doug Stone） 綽號尿床道格，艾迪的死黨之一。 - 盧克·朱迪（Luke Judy） 飾演 札克（Zack） 艾文的新朋友。 - 瑪洛·珮頓（Marlowe Peyton） 飾演 瑞芭（Reba） 艾迪的同學，喜歡艾迪。 - 段舒蘭（Shu Lan Tuan） 飾演 朱阿嬤（Grandma Chu） 潔西卡與康妮的母親，鮮少關心家庭，甚至不重視子女的感受。 |

### 配音
- 台灣配音版中黃家人是以中文本名互相稱呼（如：黃頤銘），而外人稱呼全名時是採中文姓名模式（姓氏+名字，如：黃艾迪）。
- 原版奶奶講中文的情節在配音版會變成「帶有腔調」的口音。
- 台版因頻道關係，部分角色譯名也有些許不同。

## 發展與製作
2013年，黃頤銘的著作《初來乍到：回憶錄》受到了電視台的關注，隔年ABC與20世紀福斯電視公司便與其簽約。黃頤銘成為本劇的開創以及製作人之一，在開發的同時，其在推特上號召促使ABC將原名《東方奧蘭多》（Far East Orlando）更為《初來乍到》（Fresh Off the Boat）。
2014年5月13日，ABC宣布預訂第一季，並將本劇排定於2015年冬休檔期時段首播。

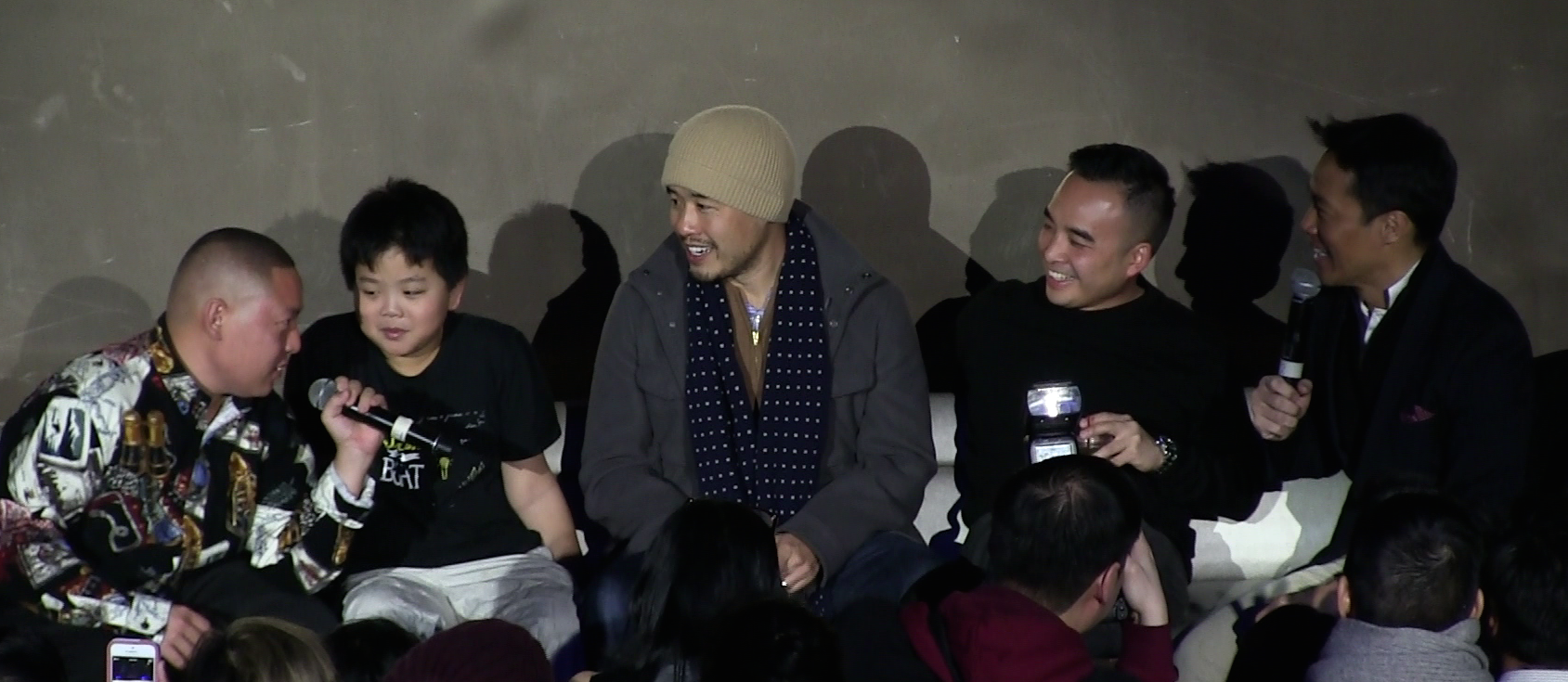
《初來乍到》的演員們在製作討論會上的照片

## 集數
| 季數 | 集数 | 集数 | 首播日期       | 首播日期      |
| 季數 | 集数 | 集数 | 首映           | 季终          |
| ---- | ---- | ---- | -------------- | ------------- |
| 1    | 13   | 13   | 2015年2月4日   | 2015年4月21日 |
| 2    | 24   | 24   | 2015年9月22日  | 2016年5月24日 |
| 3    | 23   | 23   | 2016年10月11日 | 2017年5月16日 |
| 4    | 19   | 19   | 2017年10月3日  | 2018年3月20日 |
| 5    | 22   | 22   | 2018年10月5日  | 2019年4月12日 |
| 6    | 15   | 15   | 2019年9月27日  | 2020年2月21日 |

## 收視率
| 季數 | 播出時間 (ET)                             | 集數 | 首集           | 首集          | 季終          | 季終          | 年分    | 排行 | 收視率 (百萬) |
| 季數 | 播出時間 (ET)                             | 集數 | 日期           | 收視率 (百萬) | 日期          | 收視率 (百萬) | 年分    | 排行 | 收視率 (百萬) |
| ---- | ----------------------------------------- | ---- | -------------- | ------------- | ------------- | ------------- | ------- | ---- | ------------- |
| 1    | 週二晚上8時                               | 13   | 2015年2月4日   | 7.94          | 2015年4月21日 | 5.08          | 2014–15 | 78   | 6.99          |
| 2    | 週二晚上8時30分 (2015) 週二晚上8時 (2016) | 24   | 2015年9月22日  | 6.05          | 2016年5月24日 | 4.88          | 2015–16 | 86   | 5.48          |
| 3    | 週二晚上9時                               | 23   | 2016年10月11日 | 5.03          | 2017年5月16日 | 3.55          | 2016–17 | 95   | 4.66          |
| 4    | 週二晚上8時30分                           | 19   | 2017年10月3日  | 4.51          | 2018年3月20日 | 3.61          | 2017–18 | 108  | 4.57          |
| 5    | 週五晚上8時                               | 22   | 2018年10月5日  | 2.85          | 2019年4月12日 | 3.08          | 2018–19 | 121  | 3.80          |
| 6    | 週五晚上8時30分                           | 15   | 2019年9月27日  | 2.34          | 2020年2月21日 | 2.39          | 2019–20 | 100  | 3.12          |

## 評價
《菜鳥新移民》獲得評論家的一致好評。於爛番茄整合的評論中，第一季獲得了91%新鮮度、6.88/10分（43位評論家），評論家普遍共識：「《菜鳥新移民》用接地的真實性取代了俗套的劇情，使該劇變成幽默風趣的家庭情景喜劇。」於Metacritic整合的評論中，第一季獲得75分（滿分100分；28位評論家），屬普遍的好評。其中，吳恬敏的演技更是獲得評論家們的一致的好評。其他評論更引述本劇具有增加了亞裔美國人在藝術與娛樂上的可看性之潛力。
〈Collider〉評比第二季與第三季為“2016年前25大最佳電視節目”中之第17名。
評論家前十大電視節目排名
| 2015 |
| --- |
| - No. 10 IndieWire - No. 7 匹茲堡郵報 - No. 8 沙龍 - No. 7 坦帕灣時報 - No. 10 TheWrap（馬克·派克特） - – Criticwire - – 聖安東尼奧快報 - – 浮華世界 - – 綜藝雜誌（莫琳·萊恩） |

| 2017                       |
| -------------------------- |
| - No. 10 TV by the Numbers |

### 爭議
整部片一開始很清楚地表示了主角一家人從臺灣移民過去，但到第1季第13集提及有關中國文化及傳統時，依家族背景應是中華民國國旗卻使用中华人民共和国国旗。
黃頤銘本人對此劇改編過多感到相當不滿，抱怨劇組不正視書中所描寫的生活經驗所遭遇的歧視、痛苦與辛酸，不喜歡這些被略過無視或用喜劇幽默方式表達，因為這與他的實況嚴重不符，最後甚至在Twitter發文：「鄭重聲明，我不看《菜鳥新移民》。」从第二季开始，ABC不再征用黃頤銘作旁白。
2022年9月，主演吴恬敏指控该剧一位制片人对其性骚扰。

## 獎項
| 年度 | 大獎                   | 獎項                                                               | 入圍者                     | 結果 |
| ---- | ---------------------- | ------------------------------------------------------------------ | -------------------------- | ---- |
| 2015 | 評論家選擇電視獎       | 喜劇類影集最佳女演員獎                                             | 吳恬敏                     | 提名 |
| 2015 | 電視評論家協會獎       | 喜劇類個人成就獎                                                   | 吳恬敏                     | 提名 |
| 2015 | EWwy Awards            | 喜劇類影集最佳女配角獎                                             | 吳恬敏                     | 提名 |
| 2015 | Gold Derby電視獎       | 最佳喜劇類影集女演員獎                                             | 吳恬敏                     | 提名 |
| 2015 | 令人難忘獎             | 年度男演員獎                                                       | 朴藍道                     | 獲獎 |
| 2015 | 令人難忘獎             | 表現突出女演員獎                                                   | 吳恬敏                     | 獲獎 |
| 2016 | 評論家選擇電視獎       | 喜劇類影集最佳男演員獎                                             | 朴藍道                     | 提名 |
| 2016 | 評論家選擇電視獎       | 喜劇類影集最佳女演員獎                                             | 吳恬敏                     | 提名 |
| 2016 | 有色人種促進協會形象獎 | 青少年／兒童類節目（影集、特輯、電視電影或迷你劇）最佳青少年演員獎 | 楊升德                     | 提名 |
| 2016 | 女性形象網路獎         | 最佳喜劇類影集獎                                                   | 最佳喜劇類影集獎           | 提名 |
| 2016 | 青年藝術家獎           | 影集類最佳青年整體演出獎                                           | 楊升德、韋智林、陳琦燁     | 獲獎 |
| 2016 | 青年藝術家獎           | 影集類最佳演出獎－常設青年女演員（14－21歲）                       | 露娜·布蕾絲                | 獲獎 |
| 2016 | 青年藝術家獎           | 影集類最佳演出獎－客串演出青年女演員（11－13歲）                   | 蘿拉·克里斯汀              | 提名 |
| 2016 | 青年藝術家獎           | 影集類最佳演出獎－青年男配角                                       | 陳琦燁                     | 提名 |
| 2016 | Cine Awards            | 最佳表現突出女演員獎                                               | 吳恬敏                     | 提名 |
| 2016 | 青年演藝人獎           | 最佳常設青年男演員獎－電視影集（13歲以下）                         | 崔佛·拉康                  | 提名 |
| 2016 | 青年演藝人獎           | 最佳常設青年女演員獎－電視影集（13－15歲）                         | 露娜·布蕾絲                | 提名 |
| 2016 | 青年演藝人獎           | 最佳常設青年女演員獎－電視影集（12歲以下）                         | 伊莎貝拉·亞歷山大          | 獲獎 |
| 2016 | 青年演藝人獎           | 最佳客串青年男演員獎－電視影集（11歲以下）                         | 柯爾·山德                  | 提名 |
| 2016 | 青年演藝人獎           | 最佳青年整體演出獎－電視影集                                       | 楊升德、韋智林、陳琦燁     | 獲獎 |
| 2016 | 青少年選擇獎           | 電視選擇獎：表現突出明星                                           | 楊升德                     | 提名 |
| 2016 | 電視評論家協會獎       | 喜劇類個人成就獎                                                   | 吳恬敏                     | 提名 |
| 2016 | Gold Derby電視獎       | 最佳喜劇類影集女演員獎                                             | 吳恬敏                     | 提名 |
| 2016 | Poppy Awards           | 喜劇類最佳女演員獎                                                 | 吳恬敏                     | 提名 |
| 2016 | Poppy Awards           | 喜劇類最佳男演員獎                                                 | 朴藍道                     | 提名 |
| 2016 | 評論家選擇電視獎       | 喜劇類影集最佳女演員獎                                             | 吳恬敏                     | 提名 |
| 2017 | 有色人種促進協會形象獎 | 最佳青少年演員獎（影集、特輯、電視電影或有限劇集）                 | 楊升德                     | 提名 |
| 2017 | 青年藝術家獎           | 影集類最佳演出獎－青年男主角                                       | 楊升德                     | 獲獎 |
| 2017 | 青年藝術家獎           | 影集類最佳演出獎－兒童男主角                                       | 陳琦燁                     | 提名 |
| 2017 | 青年藝術家獎           | 影集類最佳演出獎－兒童男主角                                       | 韋智林                     | 提名 |
| 2017 | 青年藝術家獎           | 影集類最佳演出獎－常設青年男演員                                   | 崔佛·拉康                  | 獲獎 |
| 2017 | Cine Awards            | 最佳喜劇及喜劇劇情類影集獎                                         | 最佳喜劇及喜劇劇情類影集獎 | 提名 |
| 2017 | 青年演藝人獎           | 最佳青年男主角獎－電視影集（14歲以下）                             | 陳琦燁                     | 提名 |
| 2017 | MTV影視大獎            | 最佳美國故事獎                                                     | 最佳美國故事獎             | 提名 |
| 2017 | 青少年選擇獎           | 電視選擇獎：喜劇類男演員                                           | 楊升德                     | 提名 |
| 2018 | 評論家選擇電視獎       | 喜劇類影集最佳男演員獎                                             | 朴藍道                     | 提名 |
| 2018 | 評論家選擇電視獎       | 喜劇類影集最佳女演員獎                                             | 吳恬敏                     | 提名 |

## 海外播出
| 季數 | 季數 | 台灣           | 台灣           | 台灣           | 台灣          | 亞洲（不含台灣） |
| 季數 | 季數 | FOX            | 中視主頻       | 中天綜合台     | Star World    | FOX              |
| ---- | ---- | -------------- | -------------- | -------------- | ------------- | ---------------- |
|      | 1    | 2015年4月6日   | 2016年10月31日 | 2016年11月6日  | 2016年12月4日 | 2015年4月12日    |
|      | 2    | 2015年11月5日  | 2016年11月17日 | 2016年12月18日 | 2017年1月15日 | 2015年12月12日   |
|      | 3    | 2016年10月19日 |                |                |               | 2016年12月7日    |
|      | 4    | 2017年11月1日  |                |                |               | 2017年11月19日   |

## 備註
1. ↑  台灣配音版譯為「牧場牛排餐廳」。
2. ↑  原著姓氏
3. ↑  艾迪在這集講到自己暑假過後升上八年級，看到艾默利時說：「嘿！這不是新入學的六年級生嗎」，由此可知其小學讀五年。
4. ↑  第3季第1集跑馬燈
5. ↑  台灣配音版譯為「鍾康妮」
6. ↑  台灣配音版譯為「沃爾特」。
7. ↑  亞洲FOX（台灣、香港等）均譯為「川特」，台灣配音版譯為「特倫特」。

## 外部連結
- 官方网站
- 互联网电影数据库（IMDb）上《菜鳥新移民》的资料（英文）
- 菜鳥新移民的X（前Twitter）
- 菜鳥新移民的Facebook專頁
- 製作公司官方網站 （页面存档备份，存于）（英文）